# Hemistola rubrimargo
Hemistola rubrimargo là một loài bướm đêm trong họ Geometridae.